# 20 millas
20 millas es el segundo álbum del grupo pop mexicano Flans, publicado en 1986.
Con esta segunda placa, grabada en España y producida por Mariano Pérez, con el tema "Tímido", lograrían su consolidación, obteniendo ventas exitosas y emprendiendo la conquista de nuevos mercados, por consiguiente múltiples giras por Latinoamérica y Estados Unidos.
Otros sencillos que se desprendieron de este disco fueron:Hoy por ti, mañana por mí, Veinte millas, Desde la trinchera, Esta noche no y Um, ah, oh.

## Listado de canciones
1. Hoy por ti, mañana por mí (G. M. Eban, J. Tunell y J. C. Halmstead)
2. Veinte millas (Mildred Villafañe, Emilio Aragón y María Rosario Ovelar)
3. Desde la trinchera (Carlos Lara y Jesús Monarrez)
4. Cariño mío (D. R. A.)
5. Um, ah, oh (Gonzalo Fernández Benavides)
6. Tímido (Pablo Pinilla y Luis Carlos Esteban)
7. Esta noche no (Pablo Pinilla)
8. Bésame (Mimí)
9. Ya no te perderé (Antonio García Cortez)
10. No, el no es un rocky (Amparo Rubín)
11. Me juego todo (Sergio Sampaio; versión al español: María Rosario Ovelar)

- Datos: Q5651611